# Pagode de Tsui Sing Lau
La pagode de Tsui Sing Lau (聚星樓, « Pagode des étoiles réunies ») est la seule pagode ancienne encore existante à Hong Kong. Située près de la station de métro de Tin Shui Wai (en) et de l'arrêt de Tin Shui Wai (en), elle est sur le tracé du sentier du patrimoine de Ping Shan et est un monument déclaré,.

## Histoire
Selon les légendes du clan Tang (en), la pagode de Tsui Sing Lau est à l'origine située à l'embouchure de Deep Bay (en). Elle a été construite il y a au moins 600 ans, par l'ancêtre de la septième génération, Tang Yin-tung, pour se protéger des mauvais esprits du nord, prévenir les inondations et aider les Tang à passer les examens impériaux. Elle est déclarée monument on 14 décembre 2001.
Une autre légende des Tang raconte qu'en 1382, Tang Yin-tung rêva qu'un groupe d'étoiles se rassembla et tomba à l'endroit où se trouve maintenant la pagode. Il se souvint des paroles d'un maître de feng shui qui avait complimenté le bon feng shui de Ping Shan (en), mais qui avait également fait deux commentaires sur ses faiblesses géographiques. Les Tang n'avaient pas entièrement compris le deuxième commentaire, alors Tang Yin-tung avait immédiatement consulté un autre maître de feng shui qui lui a conseillé de construire une pagode bouddhiste à cet endroit afin de rassembler une « bourse d'études » du clan. Après la construction de la pagode, le clan Tang a donné naissance à de nombreux érudits et fonctionnaires des dynasties Ming et Qing.
Construite sur des fondations basses, la pagode hexagonale aurait eu à l'origine un total de six étages, mais ce nombre est réduit à trois en raison de l'érosion. Elle est faite de briques de boue et de granit. La divinité Fui Shing est vénéré au dernier étage, où les mots « Sur la voie lactée » sont inscrits. Fui Shing est un dieu qui détermine quels érudits devaient passer les examens et recevoir des titres. Les mots « La pagode des étoiles réunies » et « La lumière brille directement sur les louches et les enceintes » sont inscrits respectivement au premier étage et au rez-de-chaussée.

## Galerie

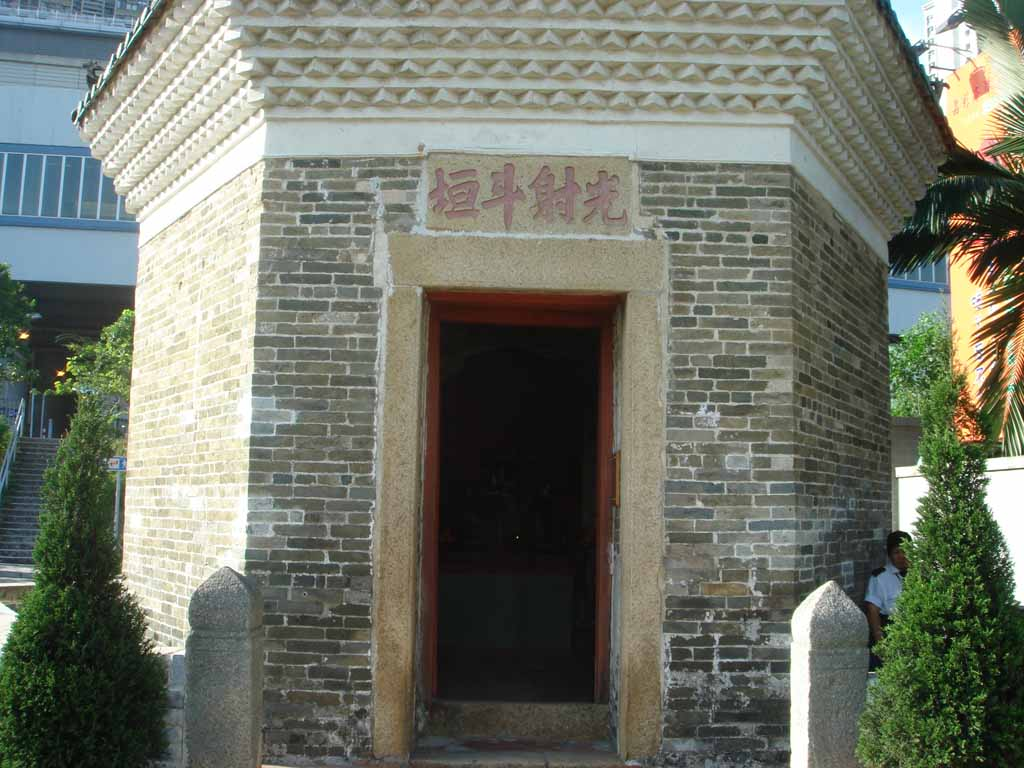
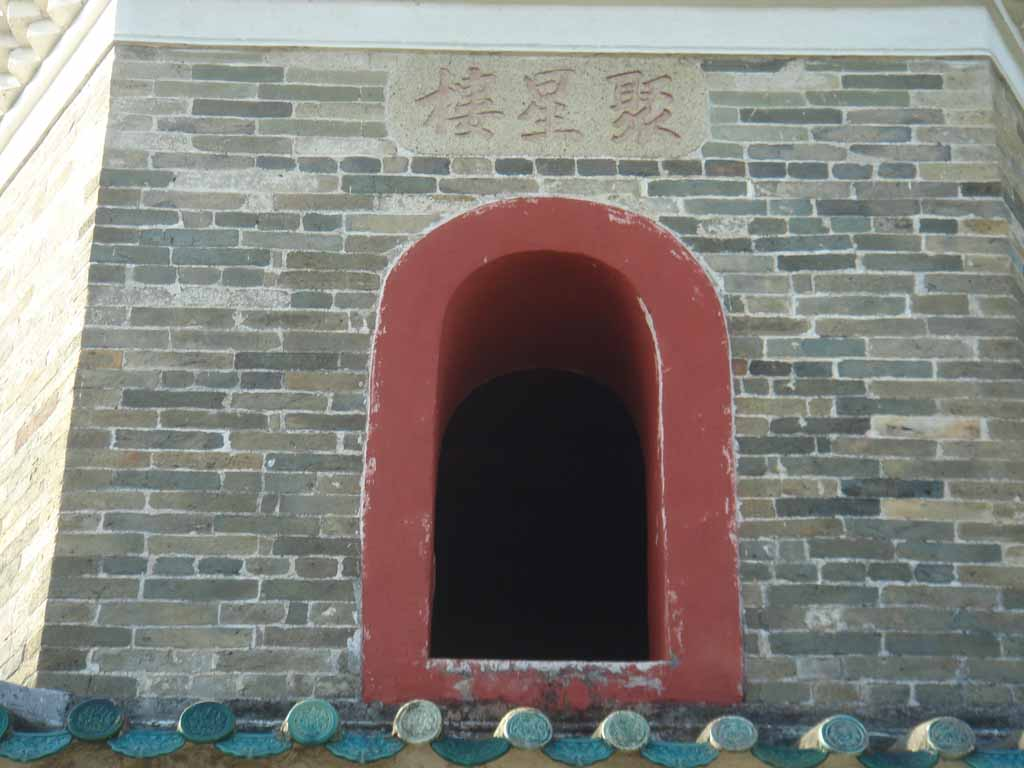
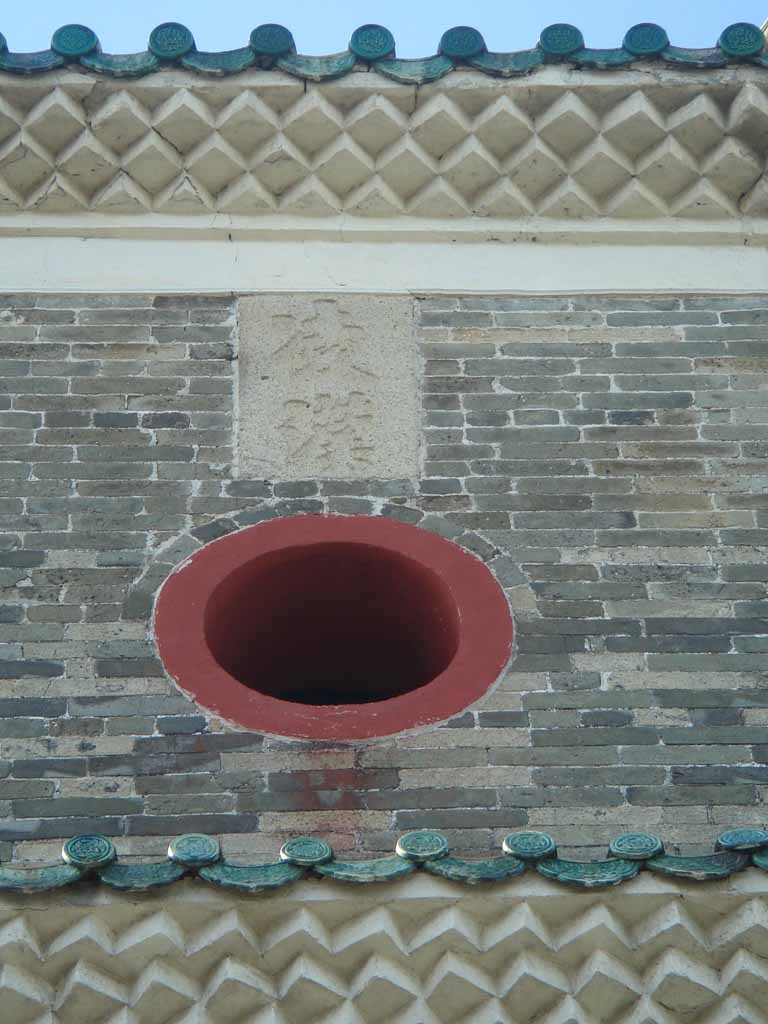
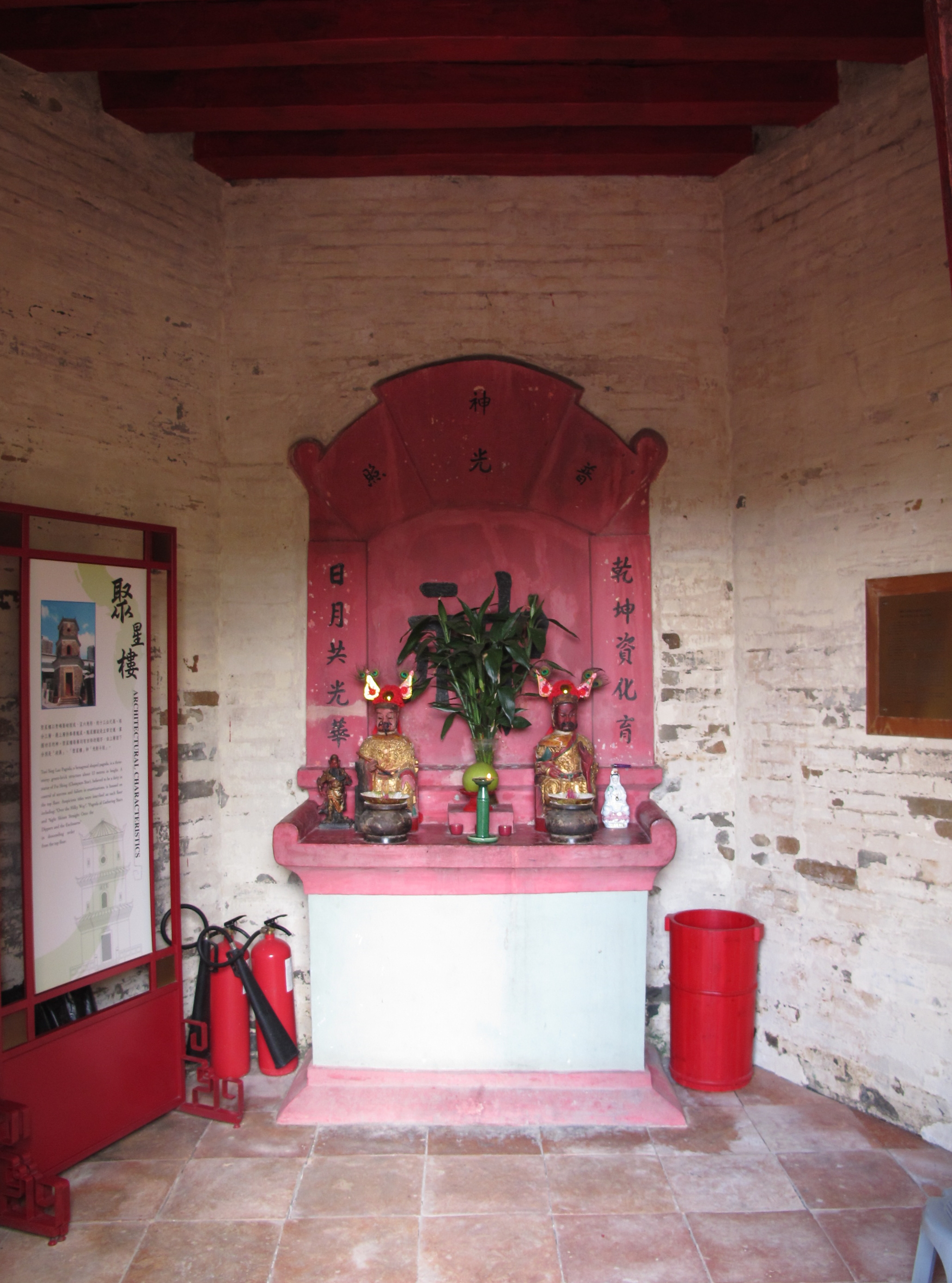
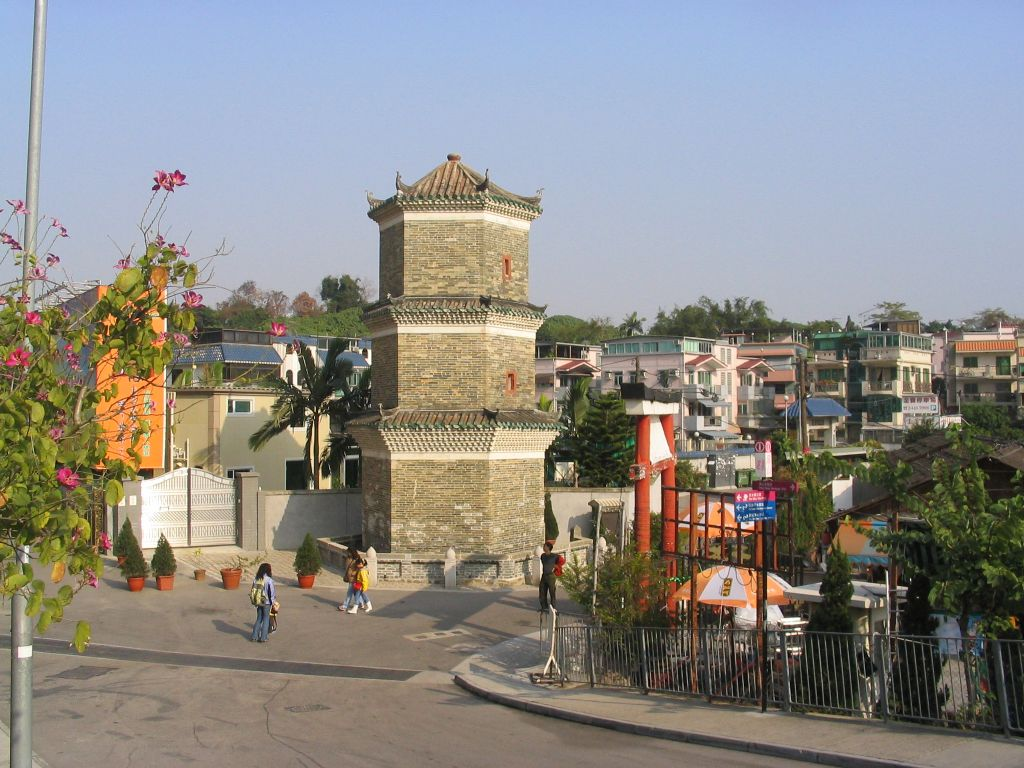